# Cupa Davis
Cupa Davis (cunoscută și sub numele de „Salatiera de argint”) este cel mai important eveniment internațional pe echipe din tenisul masculin.  Este condusă de Federația Internațională de Tenis (ITF) și se dispută anual între echipe din peste 140 de țări concurente. Este descrisă de organizatori ca fiind „Cupa Mondială a Tenisului”, iar câștigătorii sunt denumiți ca fiind echipa Campioană Mondială. Competiția a început în 1900 ca o provocare între Marea Britanie și Statele Unite. Până în 2023, 155 de națiuni au înscris echipe în competiție.
Cele mai de succes țări din istoria turneului sunt Statele Unite (cu 32 de titluri și 29 de finale) și Australia (cu 28 de titluri, dintre care șase împreună cu Noua Zeelandă sub numele de Australasia, și 21 de finale). Actuala campioană este Italia, care a învins Australia pentru a câștiga cel de-al doilea său titlu în 2023.
Echivalentul feminin al Cupei Davis este Cupa Billie Jean King, cunoscută anterior sub numele de Fed Cup, care a fost creată în 1963 pentru a marca cea de-a 50-a aniversare a Federației Internaționale de Tenis. Australia, Canada, Rusia, Republica Cehă și Statele Unite sunt singurele țări care au câștigat atât Cupa Davis, cât și Fed Cup în același an.
Cupa Davis a permis doar amatorilor și jucătorilor profesioniști înregistrați la nivel național (din 1968) să concureze până în 1973, la cinci ani după începerea epocii deschise.
Din 2019, compania japoneză de comerț electronic Rakuten este partenerul global al competiției. În acest rol, ea înlocuiește casa bancară BNP Paribas, care a fost partenerul principal în perioada 2001-2018.

## Istoric

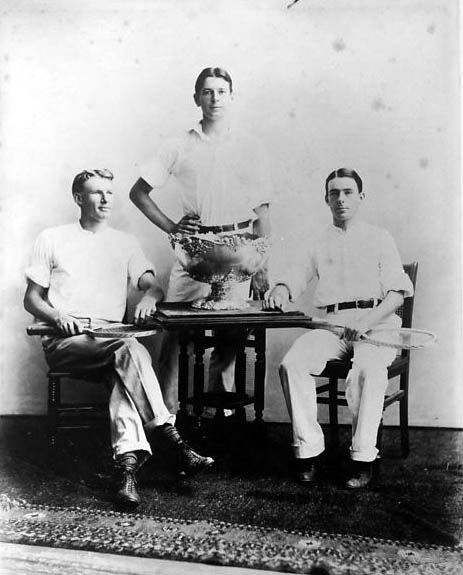
Jucătorul american Dwight Davis (centru) în 1900 cu trofeul pe care s-a angajat să-l construiască.

Ideea unui turneu care să-i pună în competiție pe cei mai buni jucători britanici și americani a fost probabil concepută de James Dwight, primul președinte al Asociației Naționale de Tenis pe iarbă din SUA, la înființarea acesteia în 1881. Dornic să evalueze evoluția jucătorilor americani în comparație cu renumiții campioni britanici, el a lucrat neobosit pentru a implica oficialii britanici într-un meci corespunzător, dar nu a reușit să facă acest lucru. Cu toate acestea, a încercat să atragă în SUA talentele internaționale de top (în special britanice) și a aprobat turnee semi-oficiale ale celor mai buni jucători americani în Marea Britanie. Relațiile diplomatice dintre Marea Britanie și Statele Unite pe frontul tenisului s-au consolidat astfel încât, până la mijlocul anilor 1890, se organizau anual turnee reciproce între jucătorii celor două națiuni, iar prietenia care a urmat între americanul William Larned și irlandezul Harold Mahony a stimulat eforturile de a formaliza o competiție oficială pe echipe între cele două națiuni.
Competițiile internaționale au fost organizate cu ceva timp înainte de primul meci de Cupa Davis din 1900. Din 1892, Anglia și Irlanda se întreceau într-o competiție anuală pe echipe naționale, similară cu ceea ce avea să devină formatul standard al Cupei Davis, amestecând meciuri de simplu și de dublu, iar în 1895 Anglia a jucat împotriva Franței într-o competiție pe echipe naționale. În timpul turneului lui Larned în Insulele Britanice din 1896, unde a participat la mai multe turnee, inclusiv la Campionatul de la Wimbledon, a fost, de asemenea, spectator la meciul anual dintre Anglia și Irlanda.
El s-a întors pentru a exclama că Marea Britanie a fost de acord să trimită un grup de trei persoane în SUA în vara următoare, ceea ce ar reprezenta prima „echipă” britanică de tenis pe iarbă care să concureze în SUA. În mod întâmplător, cu câteva săptămâni înainte ca Larned să plece în turneul său britanic, ideea unei competiții internaționale a fost discutată și de personalități importante din tenisul pe iarbă american – unul dintre ele fiind jurnalistul de tenis E.P. Fischer – la un turneu din Niagara-on-the-Lake, Ontario.
Dwight F. Davis a fost prezent la acest turneu și se crede că a aflat de idee, deoarece aceasta a fost discutată în revista populară a turneului, iar numele lui Davis a fost menționat ca fiind cineva care ar putea „face ceva pentru joc... să ofere un premiu mare sau o cupă”. Larned și Fischer s-au întâlnit de mai multe ori în acea vară și au discutat ideea unui meci internațional care să aibă loc la Chicago în vara următoare, în care să se confrunte șase dintre cei mai buni jucători britanici cu șase dintre cei mai buni americani, într-un amestec de meciuri de simplu și dublu. Acest lucru a fost discutat deschis în două articole din Chicago Tribune, dar nu s-a concretizat.

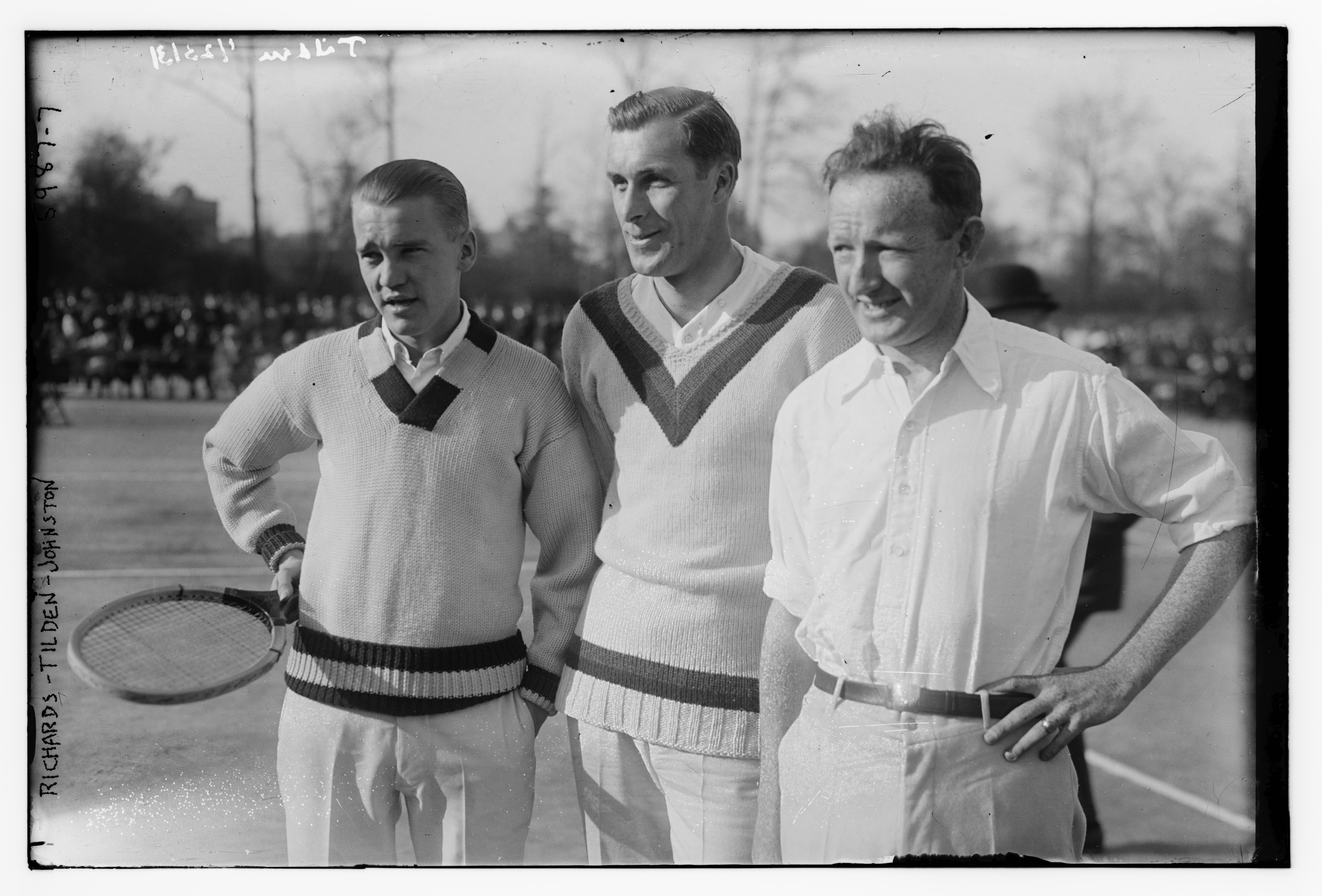
Echipa americană de Cupa Davis din 1922, formată din Vincent Richards, Bill Tilden și Bill Johnston.

Cu toate acestea, în vara anului următor, Marea Britanie – deși nu sub auspiciile oficiale ale Asociației de Tenis pe iarbă – a trimis trei dintre cei mai buni jucători ai săi pentru a concura în mai multe turnee din SUA. Performanțele relativ slabe ale acestora l-au convins pe Dwight și pe alți oficiali și personalități importante din tenisul pe iarbă american că era momentul potrivit pentru o competiție internațională agreată corespunzător. Aceasta urma să fie organizată la Newcastle în iulie 1898, dar evenimentul nu a mai avut loc, deoarece americanii nu au putut alinia o echipă suficient de puternică. Un turneu de reciprocitate în SUA în 1899 s-a rezumat la un singur jucător britanic care a călătorit peste ocean, deoarece mulți dintre jucători au fost implicați în conflicte armate peste ocean.
În vara anului 1899, patru membri ai echipei de tenis a Universității Harvard – printre care și Davis – au călătorit prin Statele Unite pentru a găsi cele mai bune talente de pe coasta de vest, iar la întoarcere, se pare că Davis s-a gândit că, dacă echipele reprezentând regiuni pot stârni sentimente atât de mari, atunci de ce nu ar avea la fel de mult succes un eveniment de tenis care să pună în competiție echipe naționale. L-a abordat pe James Dwight cu această idee, care a fost acceptată provizoriu, iar el a comandat un trofeu adecvat din argint 925, achiziționându-l din fonduri proprii pentru aproximativ 1.000 de dolari americani.

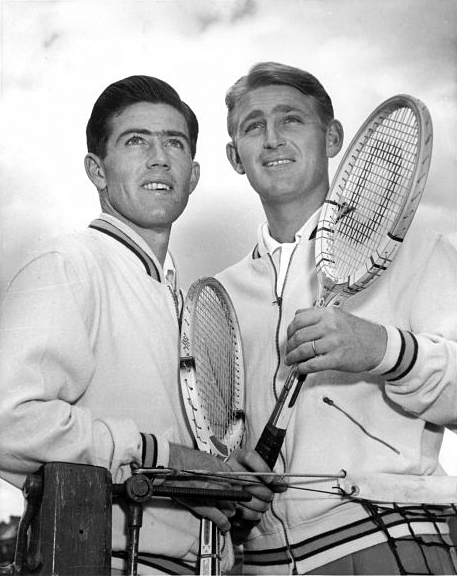
Australienii Ken Rosewall și Lew Hoad în finala de la Sydney Challenge din 1954 împotriva Statelor Unite. Australia a fost învinsă cu 2–3.

Dincolo de donarea unui trofeu pentru competiție, implicarea lui Davis în dezvoltarea incipientă a turneului care a ajuns să-i poarte numele a fost neglijabilă, însă a apărut un mit persistent conform căruia Davis a conceput atât ideea unei competiții internaționale de tenis, cât și formatul acesteia, care amestecă meciurile de simplu și de dublu. Cercetările au arătat că acesta este un mit. Davis a ajuns un politician proeminent în Statele Unite în anii 1920, ocupând funcția de secretar de război al SUA între 1925 și 1929 și de guvernator general al Filipinelor între 1929 și 1932.
Primul meci, între Statele Unite și Marea Britanie (care au concurat sub numele de „Insulele Britanice”), a avut loc la Longwood Cricket Club din Boston, Massachusetts, în 1900. Echipa americană, al cărei căpitan era Dwight Davis, i-a surprins pe britanici câștigând primele trei meciuri. În anul următor, cele două țări nu au mai concurat, dar SUA au câștigat meciul din 1902, iar Marea Britanie a câștigat următoarele patru meciuri. Până în 1905, turneul s-a extins pentru a include Belgia, Austria, Franța și Australasia, o echipă combinată a Australiei și Noii Zeelande, care a concurat împreună până în 1914.
Inițial, turneul a fost intitulat International Lawn Tennis Challenge, deși în curând a devenit cunoscut sub numele de Cupa Davis, după trofeul lui Dwight Davis. Competiția Cupei Davis s-a jucat inițial ca o cupă challenge. Toate echipele au concurat între ele pentru dreptul de a înfrunta campioana din anul precedent în runda finală.
Începând din 1923, echipele din lume au fost împărțite în două zone: „Zona America” și „Zona Europa”. Câștigătoarele celor două zone se întâlneau în Zona interzonală ("INZ") pentru a decide ce echipă națională va provoca campioana în exercițiu pentru cupă. În 1955, a fost adăugată o a treia zonă, „Zona de Est”. Pentru că existau trei zone, câștigătoarea uneia dintre cele trei zone primea un bye în prima rundă a tururilor challenger INZ. În 1966, „Zona Europa” a fost împărțită în două zone, „Zona Europa A” și „Zona Europa B”, astfel încât câștigătorii celor patru zone au concurat în rundele challenger INZ.

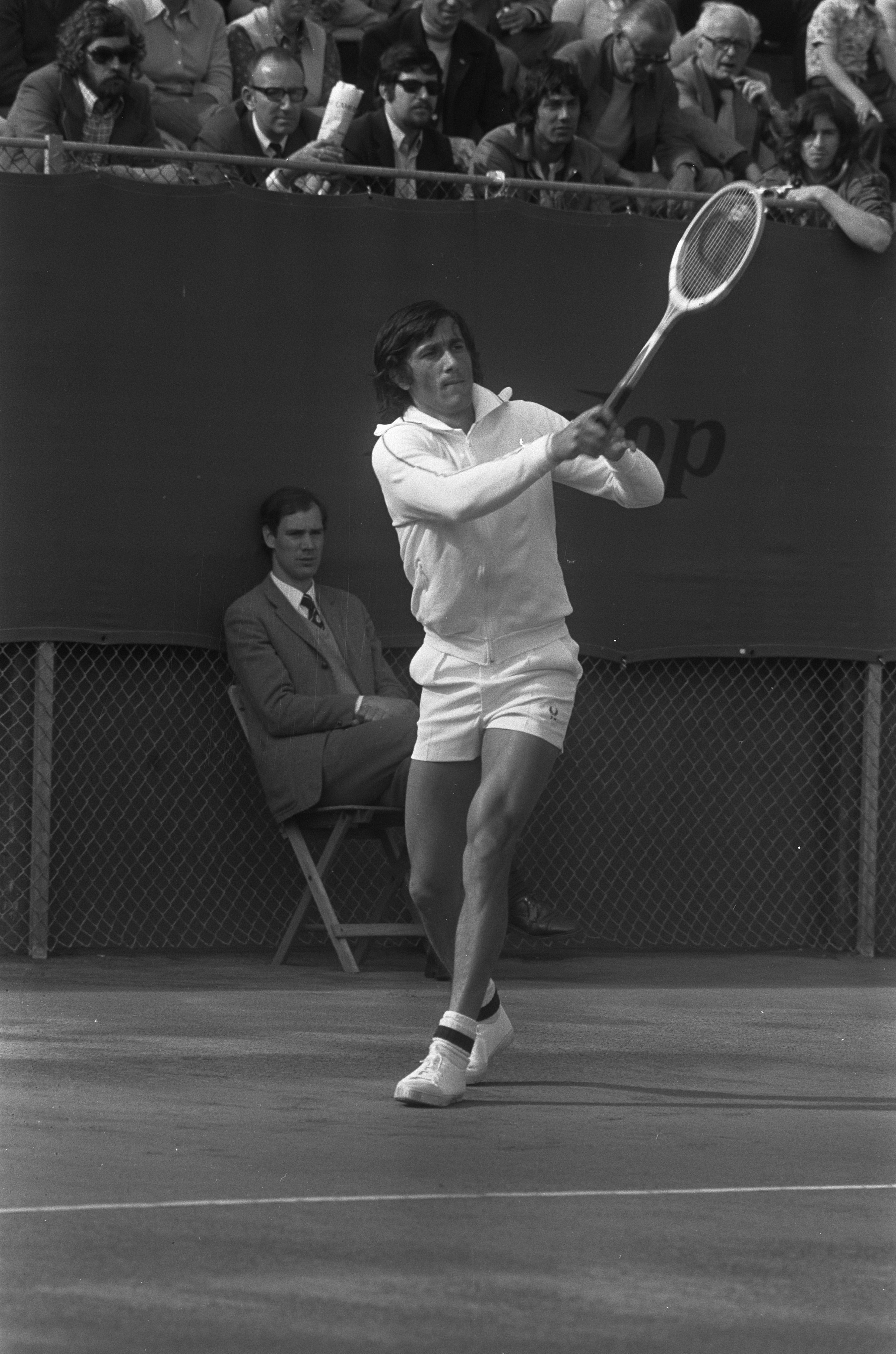
Ilie Năstase la Cupa Davis 1973.

Între 1950 și 1967, Australia a dominat competiția, câștigând Cupa de 15 ori în 18 ani.
Începând din 1972, formatul a fost schimbat în turneu eliminatoriu, astfel încât campionul în exercițiu a fost obligat să participe la toate rundele, iar Cupa Davis a fost atribuită campionului turneului.
Până în 1973, Cupa Davis fusese câștigată doar de Statele Unite, Marea Britanie/ Insulele Britanice, Franța și Australia/Australasia. Dominația lor a fost în cele din urmă întreruptă în 1974, când Africa de Sud și India au ajuns în finală; cu toate acestea, finala a fost anulată și Africa de Sud a primit cupa după ce India a refuzat să călătorească în Africa de Sud în semn de protest față de politicile de apartheid ale Africii de Sud. În anul următor a avut loc prima finală reală între două națiuni „outsider”, când Suedia a învins Cehoslovacia cu 3–2, iar de atunci, multe alte țări au ajuns să cucerească trofeul.
Până în 1973, toți profesioniștii cu contract nu au avut voie să joace în Cupa Davis. Vedetele din tenis care au devenit profesioniști înainte de Era Open (înainte de 1968) nu au avut voie să participe în Cupa Davis, în ciuda faptului că turneele de Grand Slam și majoritatea turneelor de tenis au devenit evenimente din Era Open în 1968. Din 1968, profesioniștilor înregistrați la nivel național li s-a permis să concureze sub controlul asociațiilor naționale de tenis. În 1973, jucătorilor australieni precum Rod Laver și Ken Rosewall li s-a permis să joace în Cupa Davis pentru prima dată din 1962 (pentru Laver) și din 1956 (pentru Rosewall).

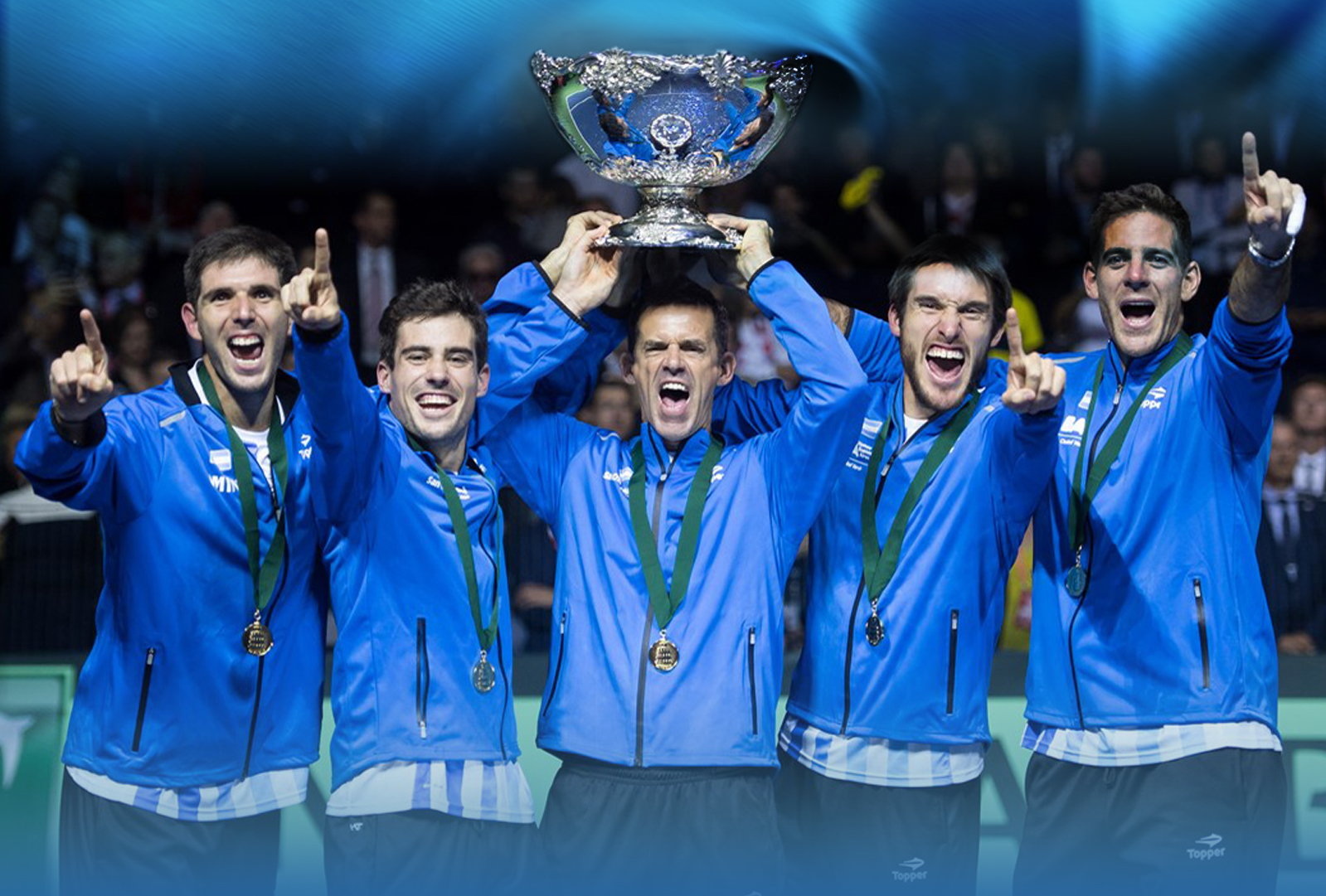
Argentina a câștigat Cupa Davis 2016, devenind prima câștigătoare sud-americană din istoria competiției

În 1981, a fost creat un sistem de competiție pe mai multe niveluri, în care cele mai bune 16 echipe naționale concurează în Grupa Mondială, iar toate celelalte echipe naționale concurează în una dintre cele patru grupe, în una dintre cele trei zone regionale. În 1989, tiebreak-ul a fost introdus în competiția de Cupa Davis, iar din 2016 este folosit în toate cele cinci seturi.
În 2018, ITF a votat pentru schimbarea formatului competiției începând cu 2019, transformând-o într-un eveniment cu 18 echipe care va avea loc la sfârșitul sezonului, 71% dintre federațiile membre ITF votând în favoarea acestei schimbări. Noul format, susținut de fotbalistul Gerard Piqué și de omul de afaceri japonez Hiroshi Mikitani, a fost comparat cu o cupă mondială de tenis și a fost conceput pentru a fi mai atractiv pentru sponsori și televiziuni. Printre federațiile care s-au opus s-au numărat cele din Australia, Germania și Marea Britanie. Sprijinul pentru reformă a fost, de asemenea, amestecat în rândul actualilor și foștilor jucători, unii, precum Novak Djokovic și Rafael Nadal, fiind în favoarea noului format, dar alții, precum Rod Laver, Lucas Pouille și Roger Federer, s-au opus. La 12 ianuarie 2023, ITF a anunțat că parteneriatul cu noul promotor se încheie și că ITF preia din nou controlul asupra evenimentului.
Meciurile din Cupa Davis au fost afectate de mai multe ori de proteste politice, în special în Suedia:
- Meciul dintre Suedia și Rhodesia din 1968 trebuia să se joace la Båstad, dar a fost mutat la Bandol, în Franța, din cauza protestelor împotriva guvernului minorității albe din Rhodesia, condus de Ian Smith.
- Guvernul suedez a încercat să oprească meciul dintre Chile și Suedia din 1975, de la Båstad, din cauza încălcării drepturilor omului în Chile. Meciul a fost jucat, chiar dacă 7.000 de persoane au protestat împotriva lui, în exterior.
- În urma conflictului dintre Israel și Gaza din 2008-2009, 6.000 de persoane au protestat împotriva Israelului în fața meciului de Cupa Davis dintre Suedia și Israel din orașul Malmö, în martie 2009.[21]  Politicienii municipalității Malmö au fost îngrijorați de extremiști și au decis, din motive de securitate, să lase să intre doar un public restrâns.[22]

Rusia și Belarus au fost suspendate după invazia rusă din 2022 în Ucraina.

### Structură
| Nivel | Grupe                         | Grupe                               | Grupe                               | Grupe                                |
| ----- | ----------------------------- | ----------------------------------- | ----------------------------------- | ------------------------------------ |
| 1     | Grupa Mondială 18 țări        | Grupa Mondială 18 țări              | Grupa Mondială 18 țări              | Grupa Mondială 18 țări               |
| 2     | Grupa I Zona America 6 țări   | Grupa I Zona Europa/Africa 11 țări  | Grupa I Zona Europa/Africa 11 țări  | Grupa I Zona Asia/Oceania 7 țări     |
| 3     | Grupa II Zona America 8 țări  | Grupa II Zona Europa/Africa 16 țări | Grupa II Zona Europa/Africa 16 țări | Grupa II Zona Asia/Oceania 8 țări    |
| 4     | Grupa III Zona America 9 țări | Grupa III Zona Europa 15 țări       | Grupa III Zona Africa 10 țări       | Grupa III Zona Asia/Oceania 9 țări   |
| 5     |                               |                                     |                                     | Group Four Asia/Oceania Zone 11 țări |

Notă: Numărul total de națiuni din Grupa I este de 24. Cu toate acestea, distribuția între cele trei zone poate varia în fiecare an, în funcție de numărul de națiuni promovate sau retrogradate între Grupa I și Grupa Mondială. Numărul națiunilor din Grupa Mondială și din Grupa I împreună este de 22 din Zona Euro/Africa, 9 din Zona Americană și 9 din Zona Asia/Oceania.

## Rezultate pe ani
| Ediție |                                           | Câștigător                                |                                           |                                           | Finalist                                  |                                           | Data                                                                    | Loc                                                                     |
| ------ | ----------------------------------------- | ----------------------------------------- | ----------------------------------------- | ----------------------------------------- | ----------------------------------------- | ----------------------------------------- | ----------------------------------------------------------------------- | ----------------------------------------------------------------------- |
| 1900   |                                           | Statele Unite                             | 3                                         | 0                                         | Marea Britanie                            |                                           | 8–10 august                                                             | Longwood Cricket Club, Boston                                           |
| 1901   | nu s-a disputat                           | nu s-a disputat                           | nu s-a disputat                           | nu s-a disputat                           | nu s-a disputat                           | nu s-a disputat                           | nu s-a disputat                                                         | nu s-a disputat                                                         |
| 1902   |                                           | Statele Unite                             | 3                                         | 2                                         | Marea Britanie                            |                                           | 6–8 august                                                              | Crescent Athletic Club, New York                                        |
| 1903   |                                           | Marea Britanie                            | 4                                         | 1                                         | Statele Unite                             |                                           | 4 august–8 august                                                       | Longwood Cricket Club, Boston                                           |
| 1904   |                                           | Marea Britanie                            | 5                                         | 0                                         | Belgia                                    |                                           | 2–5 iulie                                                               | Worple Road, Wimbledon, Londra                                          |
| 1905   |                                           | Marea Britanie                            | 5                                         | 0                                         | Statele Unite                             |                                           | 21–24 iulie                                                             | Worple Road, Wimbledon, Londra                                          |
| 1906   |                                           | Marea Britanie                            | 5                                         | 0                                         | Statele Unite                             |                                           | 21–24 iunie                                                             | Worple Road, Wimbledon, Londra                                          |
| 1907   |                                           | Australia                                 | 3                                         | 2                                         | Marea Britanie                            |                                           | 20–23 iulie                                                             | Worple Road, Wimbledon, Londra                                          |
| 1908   |                                           | Australia                                 | 3                                         | 2                                         | Statele Unite                             |                                           | 27–30 noiembrie                                                         | Albert Ground, Melbourne                                                |
| 1909   |                                           | Australia                                 | 5                                         | 0                                         | Statele Unite                             |                                           | 27–30 noiembrie                                                         | Double Bay Grounds, Sydney                                              |
| 1910   | nu s-a disputat                           | nu s-a disputat                           | nu s-a disputat                           | nu s-a disputat                           | nu s-a disputat                           | nu s-a disputat                           | nu s-a disputat                                                         | nu s-a disputat                                                         |
| 1911   |                                           | Australia                                 | 4                                         | 0                                         | Statele Unite                             |                                           | 1–3 ianuarie 1912                                                       | Hagley Park, Christchurch                                               |
| 1912   |                                           | Marea Britanie                            | 3                                         | 2                                         | Australia                                 |                                           | 28–30 noiembrie                                                         | Australia Albert Ground, Melbourne                                      |
| 1913   |                                           | Statele Unite                             | 3                                         | 2                                         | Marea Britanie                            |                                           | 25–28 iulie                                                             | Worple Road, Wimbledon, Londra                                          |
| 1914   |                                           | Australia                                 | 3                                         | 2                                         | Statele Unite                             |                                           | 13–15 august                                                            | West Side Tennis Club, New York                                         |
| 1915   | Nu s-a disputat: Primul Război Mondial    | Nu s-a disputat: Primul Război Mondial    | Nu s-a disputat: Primul Război Mondial    | Nu s-a disputat: Primul Război Mondial    | Nu s-a disputat: Primul Război Mondial    | Nu s-a disputat: Primul Război Mondial    | Nu s-a disputat: Primul Război Mondial                                  | Nu s-a disputat: Primul Război Mondial                                  |
| 1916   | Nu s-a disputat: Primul Război Mondial    | Nu s-a disputat: Primul Război Mondial    | Nu s-a disputat: Primul Război Mondial    | Nu s-a disputat: Primul Război Mondial    | Nu s-a disputat: Primul Război Mondial    | Nu s-a disputat: Primul Război Mondial    | Nu s-a disputat: Primul Război Mondial                                  | Nu s-a disputat: Primul Război Mondial                                  |
| 1917   | Nu s-a disputat: Primul Război Mondial    | Nu s-a disputat: Primul Război Mondial    | Nu s-a disputat: Primul Război Mondial    | Nu s-a disputat: Primul Război Mondial    | Nu s-a disputat: Primul Război Mondial    | Nu s-a disputat: Primul Război Mondial    | Nu s-a disputat: Primul Război Mondial                                  | Nu s-a disputat: Primul Război Mondial                                  |
| 1918   | Nu s-a disputat: Primul Război Mondial    | Nu s-a disputat: Primul Război Mondial    | Nu s-a disputat: Primul Război Mondial    | Nu s-a disputat: Primul Război Mondial    | Nu s-a disputat: Primul Război Mondial    | Nu s-a disputat: Primul Război Mondial    | Nu s-a disputat: Primul Război Mondial                                  | Nu s-a disputat: Primul Război Mondial                                  |
| 1919   |                                           | Australia                                 | 4                                         | 1                                         | Marea Britanie                            |                                           | 16–21 ian. 1920                                                         | Double Bay Grounds, Sydney                                              |
| 1920   |                                           | Statele Unite                             | 5                                         | 0                                         | Australia                                 |                                           | 30 dec–2 ian 1921                                                       | Domain Cricket Club, Auckland (Noua Zeelandă)                           |
| 1921   |                                           | Statele Unite                             | 5                                         | 0                                         | Japonia                                   |                                           | 2–5 septembrie                                                          | West Side Tennis Club, New York                                         |
| 1922   |                                           | Statele Unite                             | 4                                         | 1                                         | Australia                                 |                                           | 1–5 septembrie                                                          | West Side Tennis Club, New York                                         |
| 1923   |                                           | Statele Unite                             | 4                                         | 1                                         | Australia                                 |                                           | 31 august–1 sept.                                                       | West Side Tennis Club, New York                                         |
| 1924   |                                           | Statele Unite                             | 5                                         | 0                                         | Australia                                 |                                           | 11–13 septembrie                                                        | Germantown Cricket, Philadelphia                                        |
| 1925   |                                           | Statele Unite                             | 5                                         | 0                                         | Franța                                    |                                           | 11–13 septembrie                                                        | Germantown Cricket, Philadelphia                                        |
| 1926   |                                           | Statele Unite                             | 4                                         | 1                                         | Franța                                    |                                           | 9–11 septembrie                                                         | Germantown Cricket, Philadelphia                                        |
| 1927   |                                           | Franța                                    | 3                                         | 2                                         | Statele Unite                             |                                           | 8–10 septembrie                                                         | Germantown Cricket, Philadelphia                                        |
| 1928   |                                           | Franța                                    | 4                                         | 1                                         | Statele Unite                             |                                           | 27–29 iulie                                                             | Roland Garros, Paris                                                    |
| 1929   |                                           | Franța                                    | 3                                         | 2                                         | Statele Unite                             |                                           | 26–28 iulie                                                             | Roland Garros, Paris                                                    |
| 1930   |                                           | Franța                                    | 4                                         | 1                                         | Statele Unite                             |                                           | 25–27 iulie                                                             | Roland Garros, Paris                                                    |
| 1931   |                                           | Franța                                    | 3                                         | 2                                         | Marea Britanie                            |                                           | 24–26 iulie                                                             | Roland Garros, Paris                                                    |
| 1932   |                                           | Franța                                    | 3                                         | 2                                         | Statele Unite                             |                                           | 29–31 iulie                                                             | Roland Garros, Paris                                                    |
| 1933   |                                           | Marea Britanie                            | 3                                         | 2                                         | Franța                                    |                                           | 28–30 iulie                                                             | Roland Garros, Paris                                                    |
| 1934   |                                           | Marea Britanie                            | 4                                         | 1                                         | Statele Unite                             |                                           | 28–31 iulie                                                             | Court Central de Wimbledon, Londra                                      |
| 1935   |                                           | Marea Britanie                            | 5                                         | 0                                         | Statele Unite                             |                                           | 27–30 iulie                                                             | Court Central de Wimbledon, Londra                                      |
| 1936   |                                           | Marea Britanie                            | 3                                         | 2                                         | Australia                                 |                                           | 25–28 iulie                                                             | Court Central de Wimbledon, Londra                                      |
| 1937   |                                           | Statele Unite                             | 4                                         | 1                                         | Marea Britanie                            |                                           | 24–27 iulie                                                             | Court Central de Wimbledon, Londra                                      |
| 1938   |                                           | Statele Unite                             | 3                                         | 2                                         | Australia                                 |                                           | 3–5 septembrie                                                          | Germantown Cricket, Philadelphia                                        |
| 1939   |                                           | Australia                                 | 3                                         | 2                                         | Statele Unite                             |                                           | 2–5 septembrie                                                          | Merion Cricket Club, Haverford                                          |
| 1940   | Nu s-a disputat: Al Doilea Război Mondial | Nu s-a disputat: Al Doilea Război Mondial | Nu s-a disputat: Al Doilea Război Mondial | Nu s-a disputat: Al Doilea Război Mondial | Nu s-a disputat: Al Doilea Război Mondial | Nu s-a disputat: Al Doilea Război Mondial | Nu s-a disputat: Al Doilea Război Mondial                               | Nu s-a disputat: Al Doilea Război Mondial                               |
| 1941   | Nu s-a disputat: Al Doilea Război Mondial | Nu s-a disputat: Al Doilea Război Mondial | Nu s-a disputat: Al Doilea Război Mondial | Nu s-a disputat: Al Doilea Război Mondial | Nu s-a disputat: Al Doilea Război Mondial | Nu s-a disputat: Al Doilea Război Mondial | Nu s-a disputat: Al Doilea Război Mondial                               | Nu s-a disputat: Al Doilea Război Mondial                               |
| 1942   | Nu s-a disputat: Al Doilea Război Mondial | Nu s-a disputat: Al Doilea Război Mondial | Nu s-a disputat: Al Doilea Război Mondial | Nu s-a disputat: Al Doilea Război Mondial | Nu s-a disputat: Al Doilea Război Mondial | Nu s-a disputat: Al Doilea Război Mondial | Nu s-a disputat: Al Doilea Război Mondial                               | Nu s-a disputat: Al Doilea Război Mondial                               |
| 1943   | Nu s-a disputat: Al Doilea Război Mondial | Nu s-a disputat: Al Doilea Război Mondial | Nu s-a disputat: Al Doilea Război Mondial | Nu s-a disputat: Al Doilea Război Mondial | Nu s-a disputat: Al Doilea Război Mondial | Nu s-a disputat: Al Doilea Război Mondial | Nu s-a disputat: Al Doilea Război Mondial                               | Nu s-a disputat: Al Doilea Război Mondial                               |
| 1944   | Nu s-a disputat: Al Doilea Război Mondial | Nu s-a disputat: Al Doilea Război Mondial | Nu s-a disputat: Al Doilea Război Mondial | Nu s-a disputat: Al Doilea Război Mondial | Nu s-a disputat: Al Doilea Război Mondial | Nu s-a disputat: Al Doilea Război Mondial | Nu s-a disputat: Al Doilea Război Mondial                               | Nu s-a disputat: Al Doilea Război Mondial                               |
| 1945   | Nu s-a disputat: Al Doilea Război Mondial | Nu s-a disputat: Al Doilea Război Mondial | Nu s-a disputat: Al Doilea Război Mondial | Nu s-a disputat: Al Doilea Război Mondial | Nu s-a disputat: Al Doilea Război Mondial | Nu s-a disputat: Al Doilea Război Mondial | Nu s-a disputat: Al Doilea Război Mondial                               | Nu s-a disputat: Al Doilea Război Mondial                               |
| 1946   |                                           | Statele Unite                             | 5                                         | 0                                         | Australia                                 |                                           | 26–30 decembrie                                                         | Kooyong, Melbourne                                                      |
| 1947   |                                           | Statele Unite                             | 4                                         | 1                                         | Australia                                 |                                           | 30 august–1 sept.                                                       | West Side Tennis Club, New York                                         |
| 1948   |                                           | Statele Unite                             | 5                                         | 0                                         | Australia                                 |                                           | 4–6 septembrie                                                          | West Side Tennis Club, New York                                         |
| 1949   |                                           | Statele Unite                             | 4                                         | 1                                         | Australia                                 |                                           | 26–28 august                                                            | West Side Tennis Club, New York                                         |
| 1950   |                                           | Australia                                 | 4                                         | 1                                         | Statele Unite                             |                                           | 25–27 august                                                            | West Side Tennis Club, New York                                         |
| 1951   |                                           | Australia                                 | 3                                         | 2                                         | Statele Unite                             |                                           | 26–28 decembrie                                                         | Estadio de White City, Sydney                                           |
| 1952   |                                           | Australia                                 | 4                                         | 1                                         | Statele Unite                             |                                           | 29–31 decembrie                                                         | Memorial Drive, Adelaide                                                |
| 1953   |                                           | Australia                                 | 3                                         | 2                                         | Statele Unite                             |                                           | 28–31 decembrie                                                         | Kooyong, Melbourne                                                      |
| 1954   |                                           | Statele Unite                             | 3                                         | 2                                         | Australia                                 |                                           | 27–29 decembrie                                                         | Stade de White City, Sydney                                             |
| 1955   |                                           | Australia                                 | 5                                         | 0                                         | Statele Unite                             |                                           | 26–28 august                                                            | West Side Tennis Club, New York                                         |
| 1956   |                                           | Australia                                 | 5                                         | 0                                         | Statele Unite                             |                                           | 26–28 decembrie                                                         | Memorial Drive, Adelaide                                                |
| 1957   |                                           | Australia                                 | 3                                         | 2                                         | Statele Unite                             |                                           | 26–28 decembrie                                                         | Kooyong, Melbourne                                                      |
| 1958   |                                           | Statele Unite                             | 3                                         | 2                                         | Australia                                 |                                           | 29–31 decembrie                                                         | Milton Courts, Brisbane                                                 |
| 1959   |                                           | Australia                                 | 3                                         | 2                                         | Statele Unite                             |                                           | 28–31 august                                                            | West Side Tennis Club, New York                                         |
| 1960   |                                           | Australia                                 | 4                                         | 1                                         | Italia                                    |                                           | 26–28 decembrie                                                         | Estadio de White City, Sydney                                           |
| 1961   |                                           | Australia                                 | 5                                         | 0                                         | Italia                                    |                                           | 26–28 decembrie                                                         | Kooyong, Melbourne                                                      |
| 1962   |                                           | Australia                                 | 5                                         | 0                                         | Mexico                                    |                                           | 26–28 decembrie                                                         | Milton Courts, Brisbane                                                 |
| 1963   |                                           | Statele Unite                             | 3                                         | 2                                         | Australia                                 |                                           | 26–28 decembrie                                                         | Memorial Drive, Adelaide                                                |
| 1964   |                                           | Australia                                 | 3                                         | 2                                         | Statele Unite                             |                                           | 25–28 septembrie                                                        | Harold Clark Courts, Cleveland                                          |
| 1965   |                                           | Australia                                 | 4                                         | 1                                         | Spania                                    |                                           | 27–29 decembrie                                                         | Stade de White City, Sydney                                             |
| 1966   |                                           | Australia                                 | 4                                         | 1                                         | India                                     |                                           | 26–28 decembrie                                                         | Kooyong, Melbourne                                                      |
| 1967   |                                           | Australia                                 | 4                                         | 1                                         | Spania                                    |                                           | 26–28 decembrie                                                         | Milton Courts, Brisbane                                                 |
| 1968   |                                           | Statele Unite                             | 4                                         | 1                                         | Australia                                 |                                           | 26–28 decembrie                                                         | Memorial Drive, Adelaide                                                |
| 1969   |                                           | Statele Unite                             | 5                                         | 0                                         | România                                   |                                           | 19–21 decembrie                                                         | Harold Clark Courts, Cleveland                                          |
| 1970   |                                           | Statele Unite                             | 5                                         | 0                                         | Germania                                  |                                           | 29–31 august                                                            | Harold Clark Courts, Cleveland                                          |
| 1971   |                                           | Statele Unite                             | 3                                         | 2                                         | România                                   |                                           | 8–11 octombrie                                                          | Olde Providence Racq. C., Charlotte                                     |
| 1972   |                                           | Statele Unite                             | 3                                         | 2                                         | România                                   |                                           | 13–15 octombrie                                                         | Club Sportiv Progresul, București                                       |
| 1973   |                                           | Australia                                 | 5                                         | 0                                         | Statele Unite                             |                                           | 30 nov–2 dec.                                                           | Cleveland                                                               |
| 1974   |                                           | Africa de Sud                             | -                                         | -                                         | India                                     |                                           | India a refuzat să participe pentru a protesta împotriva apartheid-ului | India a refuzat să participe pentru a protesta împotriva apartheid-ului |
| 1975   |                                           | Suedia                                    | 3                                         | 2                                         | Cehoslovacia                              |                                           | 19–21 decembrie                                                         | Kungliga Tennishalle, Stockholm                                         |
| 1976   |                                           | Italia                                    | 4                                         | 1                                         | Chile                                     |                                           | 17–19 decembrie                                                         | Stade National, Santiago                                                |
| 1977   |                                           | Australia                                 | 3                                         | 1                                         | Italia                                    |                                           | 2–4 decembrie                                                           | Stade de White City, Sydney                                             |
| 1978   |                                           | Statele Unite                             | 4                                         | 1                                         | Marea Britanie                            |                                           | 8–10 decembrie                                                          | Mission Hills, Rancho Mirage                                            |
| 1979   |                                           | Statele Unite                             | 5                                         | 0                                         | Italia                                    |                                           | 14–16 decembrie                                                         | San Francisco                                                           |
| 1980   |                                           | Cehoslovacia                              | 4                                         | 1                                         | Italia                                    |                                           | 5–7 decembrie                                                           | Centre Sportovni, Praga                                                 |
| 1981   |                                           | Statele Unite                             | 3                                         | 1                                         | Argentina                                 |                                           | 11–13 decembrie                                                         | Riverfront Coliseum, Cincinnati                                         |
| 1982   |                                           | Statele Unite                             | 3                                         | 2                                         | Franța                                    |                                           | 26–28 noiembrie                                                         | Palais des Sports, Grenoble                                             |
| 1983   |                                           | Australia                                 | 3                                         | 2                                         | Suedia                                    |                                           | 26 28 decembrie                                                         | Kooyang, Melbourne                                                      |
| 1984   |                                           | Suedia                                    | 4                                         | 1                                         | Statele Unite                             |                                           | 16–18 decembrie                                                         | Göteborg                                                                |
| 1985   |                                           | Suedia                                    | 3                                         | 2                                         | Germania                                  |                                           | 20–22 decembrie                                                         | Olympiahalle, München                                                   |
| 1986   |                                           | Australia                                 | 3                                         | 2                                         | Suedia                                    |                                           | 26–28 decembrie                                                         | Kooyang, Melbourne                                                      |
| 1987   |                                           | Suedia                                    | 5                                         | 0                                         | India                                     |                                           | 18–20 decembrie                                                         | Göteborg                                                                |
| 1988   |                                           | Germania                                  | 4                                         | 1                                         | Suedia                                    |                                           | 16–18 decembrie                                                         | Göteborg                                                                |
| 1989   |                                           | Germania                                  | 3                                         | 2                                         | Suedia                                    |                                           | 15–17 decembrie                                                         | Schleyer Halle, Stuttgart                                               |
| 1990   |                                           | Statele Unite                             | 3                                         | 2                                         | Australia                                 |                                           | 30 nov.–2 dec.                                                          | SunCoast Dome, St. Petersburg                                           |
| 1991   |                                           | Franța                                    | 3                                         | 1                                         | Statele Unite                             |                                           | 29 nov.–1 dec.                                                          | Lyon                                                                    |
| 1992   |                                           | Statele Unite                             | 3                                         | 1                                         | Elveția                                   |                                           | 4–6 decembrie                                                           | Tarrant Country Centre, Fort Worth                                      |
| 1993   |                                           | Germania                                  | 4                                         | 1                                         | Australia                                 |                                           | 3–5 decembrie                                                           | Düsseldorf                                                              |
| 1994   |                                           | Suedia                                    | 4                                         | 1                                         | Rusia                                     |                                           | 2–4 decembrie                                                           | Moscova                                                                 |
| 1995   |                                           | Statele Unite                             | 3                                         | 2                                         | Rusia                                     |                                           | 1–3 decembrie                                                           | Moscova                                                                 |
| 1996   |                                           | Franța                                    | 3                                         | 2                                         | Suedia                                    |                                           | 29 nov–1 dec.                                                           | Centre Massan, Malmö                                                    |
| 1997   |                                           | Suedia                                    | 5                                         | 0                                         | Statele Unite                             |                                           | 28–30 noiembrie                                                         | Göteborg                                                                |
| 1998   |                                           | Suedia                                    | 4                                         | 1                                         | Italia                                    |                                           | 4–6 decembrie                                                           | Milano                                                                  |
| 1999   |                                           | Australia                                 | 3                                         | 2                                         | Franța                                    |                                           | 2–5 decembrie                                                           | Acropolis Expositions, Nice                                             |
| 2000   |                                           | Spania                                    | 3                                         | 1                                         | Australia                                 |                                           | 8–10 decembrie                                                          | Palau Sant Jordi, Barcelona                                             |
| 2001   |                                           | Franța                                    | 3                                         | 2                                         | Australia                                 |                                           | 30 nov–2 dec.                                                           | Melbourne Park, Melbourne                                               |
| 2002   |                                           | Rusia                                     | 3                                         | 1                                         | Franța                                    |                                           | 29 nov.–1 dec.                                                          | Paris                                                                   |
| 2003   |                                           | Australia                                 | 3                                         | 1                                         | Spania                                    |                                           | 28–30 noiembrie                                                         | Melbourne Park, Melbourne                                               |
| 2004   |                                           | Spania                                    | 3                                         | 1                                         | Statele Unite                             |                                           | 2–5 decembrie                                                           | Estadio Olímpico de Sevilla                                             |
| 2005   |                                           | Croația                                   | 3                                         | 2                                         | Slovacia                                  |                                           | 2–4 decembrie                                                           | Centre nat. de tenis Sibamac, Bratislava                                |
| 2006   |                                           | Rusia                                     | 3                                         | 2                                         | Argentina                                 |                                           | 1–3 decembrie                                                           | Moscova                                                                 |
| 2007   |                                           | SUA                                       | 4                                         | 1                                         | Rusia                                     |                                           | 30 nov–2 decembrie                                                      | Memorial Coliseum, Portland                                             |
| 2008   |                                           | Spania                                    | 3                                         | 1                                         | Argentina                                 |                                           | 21–23 noiembrie                                                         | Mar del Plata, Argentina                                                |
| 2009   |                                           | Spania                                    | 5                                         | 0                                         | Cehia                                     |                                           | 4–6 decembrie                                                           | Barcelona, Spania                                                       |
| 2010   |                                           | Serbia                                    | 3                                         | 2                                         | Franța                                    |                                           | 3–5 decembrie                                                           | Belgrad, Serbia                                                         |
| 2011   |                                           | Spania                                    | 3                                         | 1                                         | Argentina                                 |                                           | 2–4 decembrie                                                           | Sevilla, Spania                                                         |
| 2012   |                                           | Cehia                                     | 3                                         | 2                                         | Spania                                    |                                           | 16–18 noiembrie                                                         | Praga, Cehia                                                            |
| 2013   |                                           | Cehia                                     | 3                                         | 2                                         | Serbia                                    |                                           | 15–17 noiembrie                                                         | Belgrad, Serbia                                                         |
| 2014   |                                           | Elveția                                   | 3                                         | 1                                         | Franța                                    |                                           | 21–23 noiembrie                                                         | Lille, Franța                                                           |
| 2015   |                                           | Marea Britanie                            | 3                                         | 1                                         | Belgia                                    |                                           | 27–29 noiembrie                                                         | Gent, Belgia                                                            |
| 2016   |                                           | Argentina                                 | 3                                         | 2                                         | Croația                                   |                                           | 25–27 noiembrie                                                         | Zagreb, Croatia                                                         |
| 2017   |                                           | Franța                                    | 3                                         | 2                                         | Belgia                                    |                                           | 24–26 noiembrie                                                         | Lille, Franța                                                           |
| 2018   |                                           | Croația                                   | 3                                         | 1                                         | Franța                                    |                                           | 23–25 noiembrie                                                         | Lille, Franța                                                           |
| 2019   |                                           | Spania                                    | 2                                         | 0                                         | Canada                                    |                                           | 18–24 noiembrie                                                         | Madrid, Spania                                                          |
| 2020   | Anulată din cauza pandemiei de COVID-19   | Anulată din cauza pandemiei de COVID-19   | Anulată din cauza pandemiei de COVID-19   | Anulată din cauza pandemiei de COVID-19   | Anulată din cauza pandemiei de COVID-19   | Anulată din cauza pandemiei de COVID-19   | Anulată din cauza pandemiei de COVID-19                                 | Anulată din cauza pandemiei de COVID-19                                 |
| 2021   |                                           | Rusia                                     | 2                                         | 0                                         | Croația                                   |                                           | 25–5 decembrie                                                          | Madrid, Spania                                                          |
| 2022   |                                           | Canada                                    | 2                                         | 0                                         | Australia                                 |                                           | 24–27 noiembrie                                                         | Málaga, Spania                                                          |
| 2023   |                                           | Italia                                    | 2                                         | 0                                         | Australia                                 |                                           | 21–26 noiembrie                                                         | Málaga, Spania                                                          |
| 2024   |                                           | Italia                                    | 2                                         | 0                                         | Țările de Jos                             |                                           | 19–24 noiembrie                                                         | Málaga, Spania                                                          |

## Rezultate pe țări
| Țară                   | Câștigătoare | Finalistă |
| ---------------------- | --- | --- |
| Statele Unite          | 1900, 1902, 1913, 1920, 1921, 1922, 1923, 1924, 1925, 1926, 1937, 1938, 1946, 1947, 1948, 1949, 1954, 1958, 1963, 1968, 1969, 1970, 1971, 1972, 1978, 1979, 1981, 1982, 1990, 1992, 1995, 2007 (32) | 1903, 1905, 1906, 1908, 1909, 1911, 1914, 1927, 1928, 1929, 1930, 1932, 1934, 1935, 1939, 1950, 1951, 1952, 1953, 1955, 1956, 1957, 1959, 1964, 1973, 1984, 1991, 1997, 2004 (29) |
| Australia/ Australasia | 1907, 1908, 1909, 1911, 1914, 1919, 1939, 1950, 1951, 1952, 1953, 1955, 1956, 1957, 1959, 1960, 1961, 1962, 1964, 1965, 1966, 1967, 1973, 1977, 1983, 1986, 1999, 2003 (28)                         | 1912, 1920, 1922, 1923, 1924, 1936, 1938, 1946, 1947, 1948, 1949, 1954, 1958, 1963, 1968, 1990, 1993, 2000, 2001, 2022, 2023 (21)                                                 |
| Franța                 | 1927, 1928, 1929, 1930, 1931, 1932, 1991, 1996, 2001, 2017 (10) | 1925, 1926, 1933, 1982, 1999, 2002, 2010, 2014, 2018 (9) |
| Regatul Unit           | 1903, 1904, 1905, 1906, 1912, 1933, 1934, 1935, 1936, 2015 (10) | 1900, 1902, 1907, 1913, 1919, 1931, 1937, 1978 (8) |
| Suedia                 | 1975, 1984, 1985, 1987, 1994, 1997, 1998 (7) | 1983, 1986, 1988, 1989, 1996 (5) |
| Spania                 | 2000, 2004, 2008, 2009, 2011, 2019 (6) | 1965, 1967, 2003, 2012 (4) |
| Germania               | 1988, 1989, 1993 (3) | 1970, 1985 (2) |
| Cehia1                 | 1980, 2012, 2013 (3) | 1975, 2009 (2) |
| Rusia                  | 2002, 2006, 2021 (3) | 1994, 1995, 2007 (3) |
| Italia                 | 1976, 2023, 2024 (3) | 1960, 1961, 1977, 1979, 1980, 1998 (6) |
| Croația                | 2005, 2018 (2) | 2016, 2021 (2) |
| Argentina              | 2016 (1) | 1981, 2006, 2008, 2014 (4) |
| Serbia                 | 2010 (1) | 2013 (1) |
| Elveția                | 2014 (1) | 1992 (1) |
| Canada                 | 2022 (1) | 2019 (1) |
| Africa de Sud          | 1974 (1) | — |
| România                | — | 1969, 1971, 1972 (3) |
| India                  | — | 1966, 1974, 1987 (3) |
| Belgia                 | — | 1904, 2015, 2017 (3) |
| Japonia                | — | 1921 (1) |
| Mexic                  | — | 1962 (1) |
| Chile                  | — | 1976 (1) |
| Slovacia               | — | 2005 (1) |
| Țările de Jos          | — | 2024 (1) |

1 Include și rezultatele obținute de Cehoslovacia

## România în Cupa Davis
La 19 iulie 1922, echipa României joacă primul meci în "Cupa Davis", cu India, pierzând cu 0-5 la Eastbourne. Echipa României obține prima victorie în anul 1928, la București, România – Belgia, 5-0 și prima victorie în deplasare în 1959 la Cairo, România – Egipt, 3-2. 
Alte victorii importante :
- 1969 - Londra: România – Marea Britanie, 3-2
- 1971 - București: România – Iugoslavia, 4-1
- 1971 - București: România – R.F. Germania, 5-0
- 1977 - București: România – Marea Britanie, 4-1

Trei finale:
- 1969, Cleveland: SUA – România, 5-0
- 1971, Charlotte: SUA – România, 3-2
- 1972, București: România – SUA, 2-3

## Clasamentul mondial
| Clasamentul națiunilor ITF Cupa Davis la data de 18 septembrie 2023 | Clasamentul națiunilor ITF Cupa Davis la data de 18 septembrie 2023 | Clasamentul națiunilor ITF Cupa Davis la data de 18 septembrie 2023 | Clasamentul națiunilor ITF Cupa Davis la data de 18 septembrie 2023 |
| #                                                                   | Țară                                                                | Puncte                                                              | Modificare†                                                         |
| ------------------------------------------------------------------- | ------------------------------------------------------------------- | ------------------------------------------------------------------- | ------------------------------------------------------------------- |
| 1                                                                   | Canada                                                              | 534.38                                                              | ▬                                                                   |
| 2                                                                   | Spania                                                              | 463.75                                                              | ▬                                                                   |
| 3                                                                   | Statele Unite                                                       | 458.00                                                              | ▬                                                                   |
| 4                                                                   | Croația                                                             | 436.00                                                              | ▬                                                                   |
| 5                                                                   | Regatul Unit                                                        | 432.50                                                              | ▲ 2                                                                 |
| 6                                                                   | Italia                                                              | 427.63                                                              | ▬                                                                   |
| 7                                                                   | Serbia                                                              | 419.38                                                              | ▲ 1                                                                 |
| 8                                                                   | Germania                                                            | 419.00                                                              | ▼ 3                                                                 |
| 9                                                                   | Țările de Jos                                                       | 405.44                                                              | ▬                                                                   |
| 10                                                                  | Cehia                                                               | 390.38                                                              | ▲ 3                                                                 |
| 11                                                                  | Statele Unite                                                       | 385.50                                                              | ▼ 1                                                                 |
| 12                                                                  | Franța                                                              | 364.75                                                              | ▼ 1                                                                 |
| 13                                                                  | Kazahstan                                                           | 355.25                                                              | ▲ 1                                                                 |
| 14                                                                  | Finlanda                                                            | 343.25                                                              | ▲ 7                                                                 |
| 15                                                                  | Suedia                                                              | 343.00                                                              | ▼ 3                                                                 |
| 16                                                                  | Chile                                                               | 342.69                                                              | ▲ 1                                                                 |
| 17                                                                  | Belgia                                                              | 336.13                                                              | ▼ 1                                                                 |
| 18                                                                  | Coreea de Sud                                                       | 331.38                                                              | ▼ 3                                                                 |
| 19                                                                  | Argentina                                                           | 329.25                                                              | ▼ 1                                                                 |
| 20                                                                  | Columbia                                                            | 319.00                                                              | ▬                                                                   |

†Schimbare de la actualizarea clasamentului anterior